# Composiet (materiaal)

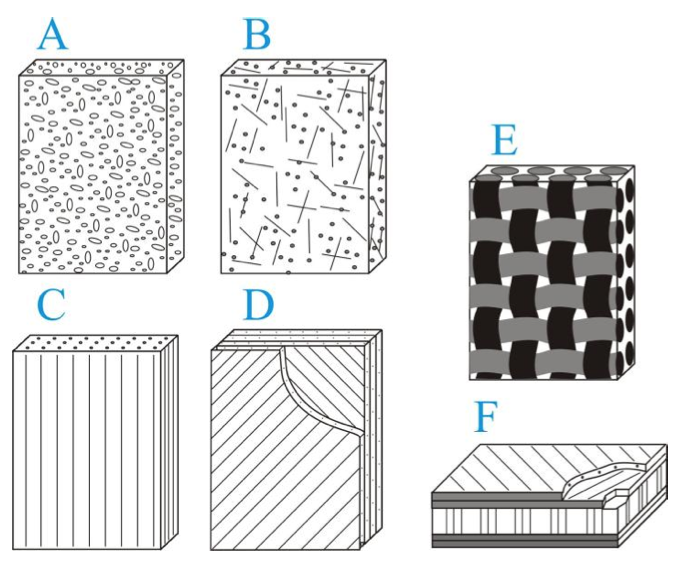
Verschillende manieren of structuren van de plaatsing van de versterkende vulstoffen in een composieten-matrix
A. Korrels
B. Gebroken vezels
C. Éénassige vezels
D. Lamellair
E. Geweven
F. Honingraat

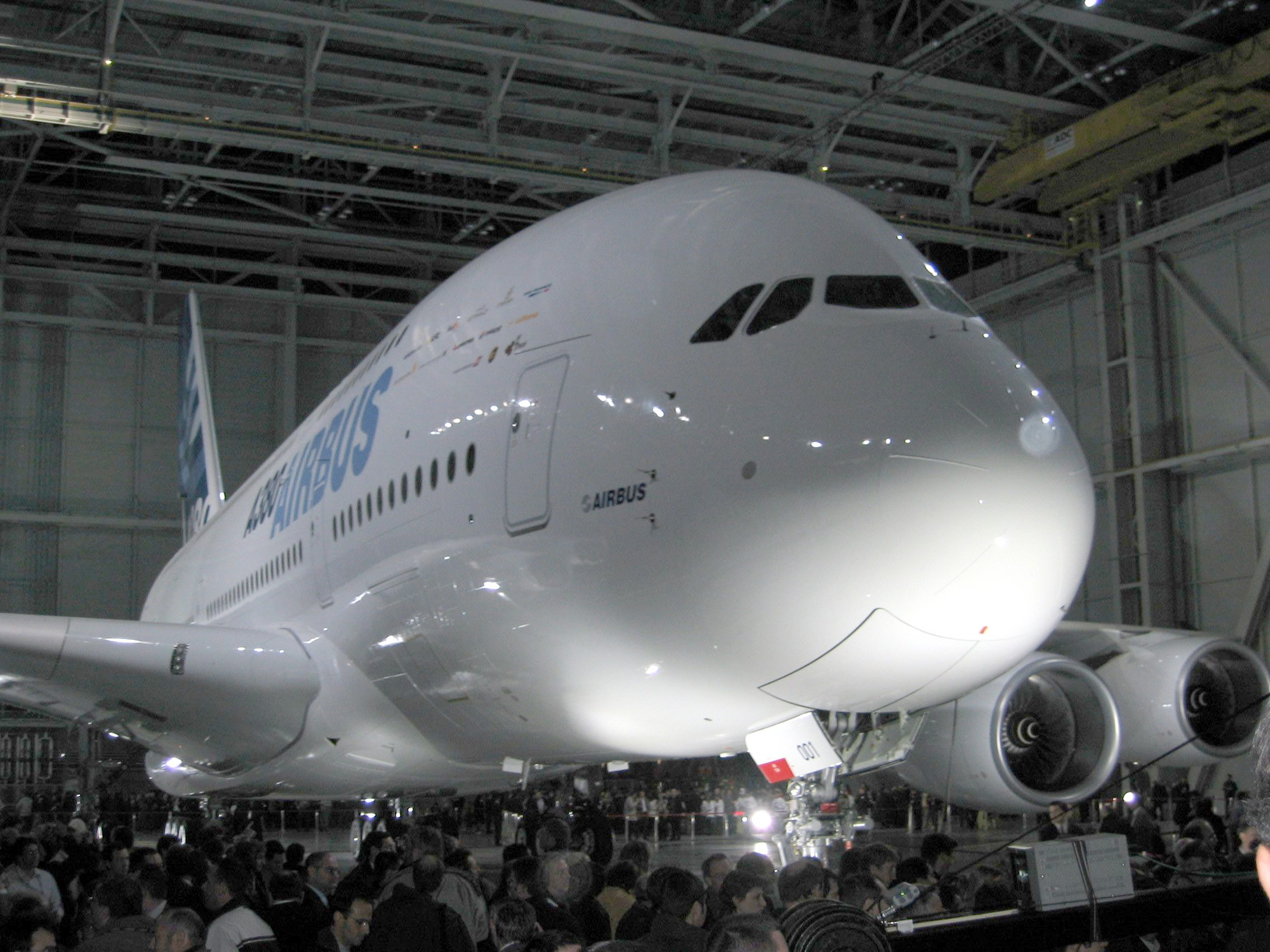
De composiet Glare wordt onder meer verwerkt in de Airbus A380

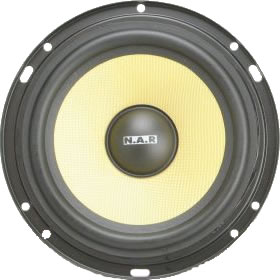
Een luidspreker met een conus van een composiet versterkt met kevlar.

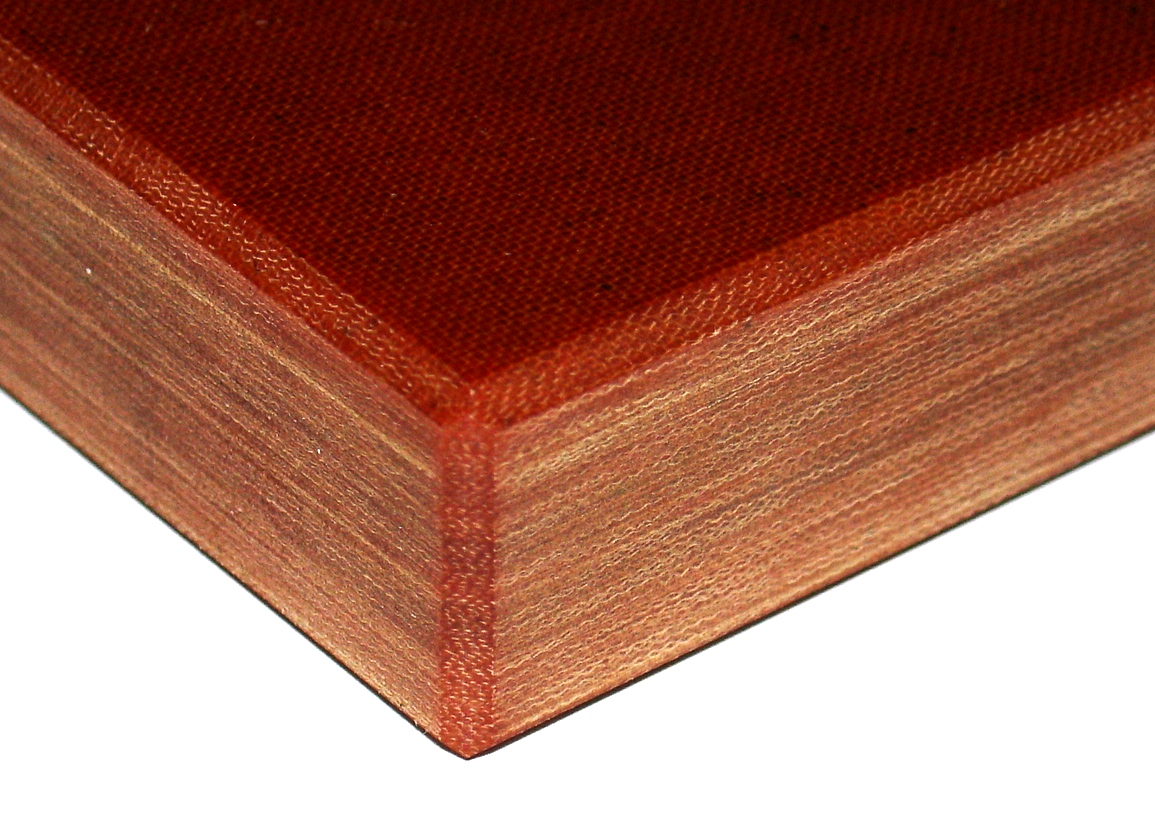
Novotex, een plaatmateriaal van vezels in een matrix van bakeliet.

Een composiet is een samengesteld materiaal dat is opgebouwd uit verschillende componenten. Vaak worden hiermee vezelversterkte kunststoffen bedoeld, maar composieten kunnen ook worden gemaakt met bijvoorbeeld metalen, keramieken of glazen componenten. In essentie is een composiet een soort hybride-materiaal bestaande uit twee of meer componenten van materialen, die samen zorgen voor de gewenste materiaaleigenschappen. Het gaat hier vaak om vezels, korrels of lamellae ingebed in een matrix, die deze vulstoffen bij elkaar houdt. Rond 1950 begon de opkomst van de composieten voor hoge prestatie toepassingen en sindsdien worden deze in rap tempo verbeterd en ontwikkeld.

## Geschiedenis
Het oudst bekende gebruik van composieten dateert uit het Oude Egypte. Op oude graftombes zijn schilderingen gevonden waarbij bakstenen werden geproduceerd uit een composiet van modder en stro.
De eerste kunststof composiet werd ontdekt in een laboratorium in de VS toen iemand per ongeluk bakeliet op zijn kleding gemorst had. Hij liet de vlek aanvankelijk zitten, om hem na het werk te verwijderen. Later bleek dat de vlek keihard was geworden en helemaal niet meer te verwijderen viel. Met deze wetenschap werden de eerste proeven gedaan. Printplaten van bakeliet werden als eerste versterkt met linnenweefsel (bruine printplaten) en pertinax.

## Toepassingen

### Vezelversterkte kunststoffen
De meest bekende composieten zijn de vezelversterkte kunststoffen. De vezels zorgen voor het overbrengen van trekkrachten en de matrix (vaak een kunststof) houdt de vezels samen en zorgt voor het overbrengen van drukkrachten en schuifspanningen. Bekende vezels die in composieten verwerkt worden zijn glasvezel, aramide (twaron en kevlar), koolstofvezel en recent ook nanotubes. Daarnaast worden ook natuurlijke vezels als vlas of hennep in composieten toegepast.

### Voorbeelden
Voorbeelden van toepassingen van composieten zijn:
- Glasvezelversterkte constructies worden vaak toegepast en zijn onder andere in de vliegtuig- en de scheepsbouw (rompen van snelle jachten) te vinden maar ook bruggen, opslagsilo's en de printplaten voor elektronische schakelingen worden van glasvezelversterkte kunststoffen gemaakt.
- Koolstofvezelversterkte constructies hebben een hoge stijfheid en zijn onder meer in de Formule 1 en racefietsen te vinden.
- Aramidevezelversterkte constructies hebben een hoge slagvastheid en taaiheid. Ze zijn vooral te vinden in kogelwerende deuren en kogelwerende vesten.
- Gelaagd glas, zoals kogelbestendig glas en het glas van veel autoruiten, is opgebouwd uit lagen glas met daartussen lagen van een kunststof zoals polycarbonaat. Gelaagd glas biedt een relatief goede warmte- en geluidsisolatie.
- Een andere toepassing is het vormen van platen uit vermalen natuursteen vermengd met kunststoffen. Deze platen zijn uiterst sterk en worden gebruikt in keukens als werkblad, of als vloer of wandbekleding. De hierbij gebruikte matrixmaterialen zijn vaak thermoharders als epoxy en polyester. Thermoplasten worden in deze composieten minder vaak toegepast.
- Een ander voorbeeld van composiet is het door Stork Fokker geproduceerde Glare dat in de vliegtuigbouw wordt gebruikt, onder andere in de Airbus A380. Glare is een gelaagd composiet bestaande uit aluminium en glasvezel.
- Reinforced Thermoplastic Pipe uit polyethyleen (PE), Polyamide 11 of PVDF welke kan worden versterkt met aramide- of polyestervezel of staaldraad. Deze pijpen worden gebruikt in de olie- en gasindustrie.
- Meer en meer worden composiet materialen gebruikt in attributen voor diverse sporten zoals de autosport, het wielrennen en kanovaren. Bijvoorbeeld Duroplast, een composiet uit katoenvezel en fenolhars, gebruikt in de carrosserie van de Trabant.
- Ook materialen zoals triplex, multiplex of zelfs gewapend beton kunnen als een composiet beschouwd worden.

Nederland kent een kenniscentrum voor composieten, het Kennis-CirculatieCentrum Composieten (K3C), dat betrokken is bij de oprichting van een Europees Virtueel Instituut voor Composieten.

## Milieu
Composietmaterialen zijn door hun gemengde samenstelling vaak moeilijk te recycleren. Met name materialen op basis van thermohardende kunststoffen kunnen nauwelijks nuttig hergebruikt worden. In het beste geval kunnen ze als vulmateriaal dienen, bijvoorbeeld in een nieuwe composiet, maar dan zonder er veel sterkte aan te verlenen. Het gebruik van natuurlijke vezels verandert hier niets aan.